# Regioselectiviteit
In de organische chemie duidt regioselectiviteit op de voorkeur om te reageren op een bepaalde plaats in een molecuul. Het begrip is van toepassing bij tal van reacties, bijvoorbeeld welk waterstofatoom door een sterke base kan worden geabstraheerd, of waar in de benzeenring meerdere substituenten ten opzichte van elkaar geplaatst kunnen worden middels een elektrofiele aromatische substitutie. Ook in reacties waarbij dubbele bindingen betrokken zijn is vaak sprake van regioselectiviteit (regel van Markovnikov).
Regioselectiviteit treedt ook op in ringsluitingsreacties, dan wordt de Baldwin-regels gevolgd. Ook bij pericyclische reacties wordt regioselectiviteit waargenomen.

## Voorbeeldreactie
Als voorbeeld mag onderstaande reactie gelden. Bij de halohydrine-reactie (het tegelijkertijd koppelen van een halogeen en een hydroxylgroep aan een dubbele binding) van 2-propenylbenzeen zijn twee reactieproducten mogelijk:
Het reactieproduct is een mengsel van beide isomeren en voor deze reactie geldt dat de regioselectiviteit laag is. De selectiviteit wordt bepaald door de vorming van het carbokation onder invloed van N-broomsuccinimide (NBS) als elektrofiel broomreagens. Een carbokation kan immers gestabiliseerd worden door aanwezigheid van elektronenstuwende substituenten of door vorming van een benzylisch carbokation. In het geval van 2-propenylbenzeen treden beide stabilisaties tegelijkertijd op en wordt dus hoofdzakelijk het eerste product gevormd. De bereiding van het tweede product vereist de vorming van een primair niet-benzylisch carbokation, wat veel onstabieler is. Het wordt dus in mindere mate gevormd.